# Clifton (hrabstwo Pierce)
Clifton – miasto w Stanach Zjednoczonych, w stanie Wisconsin, w hrabstwie Pierce.